# Almanach. Studia Żydowskie
Almanach. Studia Żydowskie – periodyk ukazujący się od 2011 roku w Zamościu. Wydawcą w latach 2011-2021 była Państwowa Wyższa Szkoła Zawodowa im. Szymona Szymonowica w Zamościu, a od 2021   Akademia Zamojska. .
Publikowane są w nim artykuły dotyczące historii Żydów w Polsce. Teksty są publikowane w roczniku w języku: polskim, angielskim i rosyjskim. 
W latach 2011–2022 redaktorem naczelnym był Konrad Zieliński. Od 2022 r. stanowisko redaktora naczelnego objął Bogusław Kopka.